# Китайская кошка
Китайская (горная) кошка, или гобийская серая кошка (лат. Felis bieti) — вид семейства кошачьих, обитающий главным образом в Китае. Видовое название дано в честь французского миссионера и натуралиста Феликса Бье (1838—1901).
Китайское название для данного вида кошек — «huang mo mao», что в переводе означает «кот с желтой шерстью». В их названии были использованы два нарицательных имени: «китайский пустынный кот», указывающее на обитание в пустынных районах, и «китайский горный кот», указывающее на случаи его поднятия высоко в горы. На специальном заседании эксперты решили, что в связи с тем, что данный вид редко встречается в пустынных районах, а живёт преимущественно в горных, с 1992 года присвоить данному виду имя китайской горной кошки.
Китайская кошка, эндемик Китая (кит. 荒漠貓, пиньинь huāngmò māo, палл. хуанмо мао, буквально: «пустынная кошка»), — один из наименее изученных представителей кошачьих. Это животное немного крупнее, чем домашний кот, и при первом знакомстве кажется увеличенным экземпляром дикой европейской кошки (Felis silvestris), так как они схожи. Своими размерами и весом напоминает и камышового кота, однако лапы у китайской кошки короче.
По данным генетиков, изучавших митохондриальную ДНК кошачьих, разделение линий лесного кота (Felis silvestris) и китайской (гобийской) кошки (Felis bieti) произошло 230 тыс. лет назад.

## Ареал
Китайская кошка обитает в степных и горных районах северо-западного Китая (провинции Ганьсу и Сычуань возле границы с Тибетом, а также в Цинхае, Нинся, Синьцзяне и Внутренней Монголии) и на юге Монголии.

## Морфология
Голова относительно широкая, по сравнению с другими мелкими котами, с большими ушами. На ушах кошки есть кисточки (до 2,5 см). Хотя живёт она не в самой пустыне, а в прилегающей травяной степи, тем не менее подушечки её лап всё же обволакивает шерсть; правда, у этой кошки «сандалии» не такие толстые, как у пустынной кошки. Шуба состоит из длинной и плотной шерсти с обильным подшёрстком. Хвост сравнительно толстый, в нижней его части видны 4—6 поперечных кольца.
Череп очень похож на череп дикой европейской кошки, отличается лишь существенно большими размерами; кроме того, лобная часть черепа и слуховой аппарат занимают больше места (если сопоставлять пропорции).
Окрас: летний окрас горной кошки серо-жёлтый, зимняя шерсть длиннее и гуще, чем летняя, серо-коричневого цвета. Полосы и пятна неотчётливы и мало заметны, по бокам они проступают чётче. Брюхо летом беловатое, а зимой желтоватое. Кончик хвоста чёрный.
Размеры: длина тела — 97,7 см — 1,4 м, из них треть (от 29 см до 35 см) приходится на хвост. Высота в плечах — 30—35 см.
Вес: 4,5—5,9 кг. Дикие самец и самка, пойманные в природе и привезённые в Пекинский зоопарк, весили: самец — 9,0 кг; самка — 6,5 кг.
Продолжительность жизни: 10-12 лет.

## Экология
Несколько достоверных наблюдений свидетельствуют, что главные местообитания китайской кошки лежат в гористой местности от 2800 м до 4100 м над уровнем моря; это альпийские луга, заросли кустарников, лесные опушки и холмистые степные участки. В настоящих пустынях не встречается. Эти коты обитают в районах с самым экстремальным климатом в мире, характеризующимся очень высокой летней и низкой зимней температурой, с сильными сырыми или сухими ветрами, дующими на протяжении всего года.

### Враги
Главная угроза для этого вида — деятельность человека. Эти животные также являются объектом охотничьего промысла.
В Китае начиная с 1958 была проведена большая кампания по истреблению грызунов, преследовавшая следующие цели: сократить население цокоров и других грызунов, которые рассматривались как важные конкуренты местного домашнего скота. Грызуны представляют собой основную добычу китайской кошки, поэтому сокращение их численности негативно сказалось на популяции животного. Также кошки и другие хищники погибали от отравления ядами, в основном фосфидом цинка. Его использование было прекращено в 1978 году, так как было установлено, что этот яд убивает всех плотоядных животных, охотившихся на грызунов.

### Пища
Питается китайская кошка мелкими млекопитающими, преимущественно грызунами: крысами, кротами, цокорами, а также кроликами, насекомыми, рептилиями и птицами, в том числе фазанами.

## Поведение
Из-за ограниченности ареала и уединённости китайская кошка редко встречается в природе. Информация об образе жизни этого животного по большей части основана на наблюдениях в зоопарке Синина в Китае, где с 1973 по 1985 годы были собраны и изучены 34 кота.
Китайская кошка прежде всего ночное животное. Они активны в основном в сумеречное время и ночью, с пиками ранним утром и вечером. Самцы и самки живут отдельно. Норы, населённые самками, глубже и более защищённые, чем норы самцов, имеющие только один вход. Большую часть дневного времени животные проводят в своих норах.
Китайская кошка во многом полагается на свой чувствительный слух, который играет решающую роль в обнаружении добычи. В специальном исследовании было обнаружено, что хищник добывает подземных обитателей (цокоров и кротов), прослушивая их передвижения по подземным туннелям на глубине 3—5 см. Обнаружив добычу, китайская кошка быстро вырывает её из-под земли.

### Социальная структура
Китайская кошка не является социальным животным. Наблюдения о миграции в стаях отсутствуют. За исключением периода размножения эти кошки ведут одиночный образ жизни, занимая территорию около 12—15 км².

## Размножение
Котята рождаются в логове, которое устраивается в скальных или земляных пещерках и нишах, стволах полых деревьев (которые вне периода размножения используются и для дневного отдыха), а также норах, обычно расположенных на южноориентированных склонах. Растут котята быстро, а к возрасту 7—8 месяцев они уже полностью независимы от матери.

### Период размножения
Половое созревание происходит в 8—12 месяцев.
Сезон брачного гона приходится на январь — март, котята рождаются в мае.
Беременность длится 60—75 дней.
В помёте 2—4 детёныша.

## Хозяйственное значение для человека
Мех китайской кошки иногда можно найти на некоторых китайских рынках: его используют для создания традиционных шляп.
Животное не представляет никакой непосредственной угрозы человеку или домашнему скоту.
Китайская кошка имеет определённое положительное значение как хищник, управляющий численностью популяции мелких грызунов в областях, которые они населяют.

## Охранный статус
Китайская кошка — редкое животное, она находится в числе 5 самых уязвимых кошачьих мира и внесена в Приложение II CITES. По весьма примерным оценкам, численность китайской кошки — менее 10 тысяч взрослых половозрелых особей, с тенденцией дальнейшего уменьшения их количества.
Китайская кошка — единственный вид семейства кошачьих, который выступает полностью эндемичным видом в Китае. Существуют три подвида: Felis b. bieti живёт в Сычуани и провинциях Ганьсу, Felis b. chutuchta происходит из южной Монголии, и Felis b. vellerosa найден в северо-восточной провинции Шэньси.